# Vladislav Sysel
Vladislav Sysel (30. dubna 1922, Libkov – 5. prosince 2019, Kdyně) byl český římskokatolický kněz, vysvěcený 29. června 1949 v Praze a v roce 1998 jmenovaný papežem Janem Pavlem II. za své životní zásluhy monsignorem.

## Život
Středoškolská studia zakončil maturitou v roce 1942 v Domažlicích. Po maturitě vstoupil do kněžského semináře, který byl ve válečných letech v Dolních Břežanech. Ze semináře byl v rámci nuceného nasazení odvolán k práci do Německa, kde pracoval jako výhybkář na berlínském nádraží. V roce 1944 se vrátil domů, po skončení války dokončil bohoslovecká studia a kněžské svěcení přijal 29. června 1949 v kostele sv. Vojtěcha v Praze Dejvicích z rukou světícího biskupa pražského Mons. Antonína Eltschknera.
Po krátkém působení v Kralovicích (od srpna 1949) byl zatčen (v říjnu 1949). V dubnu 1950 byl odsouzen na 12 let za velezradu a uvězněn na Mírově. Z vězení byl propuštěn v roce 1960 na amnestii. Kněžskou službu nemohl vykonávat (byl zaměstnaný v Státním statku Domažlice, v kdyňských strojírnách Elitex). Ještě před listopadem 1989 získal státní souhlas a stal se administrátorem farností v Bezděkově, Poleni, Chudenicích a Dlažově. V letech 1994 až 2002 působil jako vikář klatovského vikariátu, pak sloužil jako výpomocný duchovní.
V roce 1998 byl jmenovaný papežem Janem Pavlem II. za své životní zásluhy monsignorem.